# Royal Air Cambodge

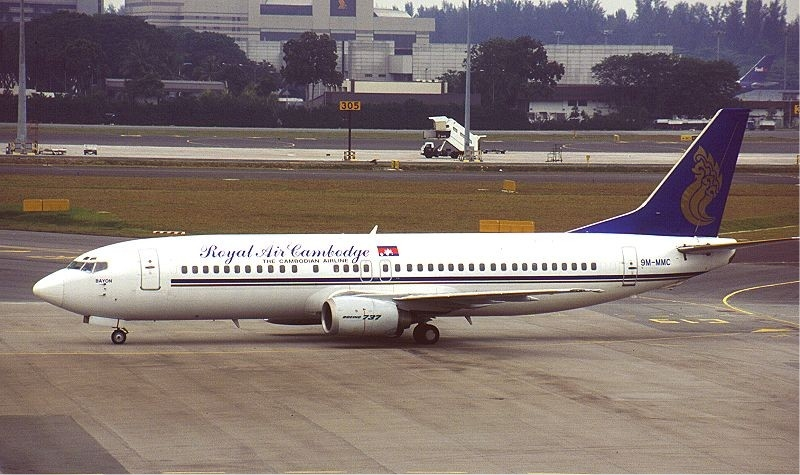
Boeing 737 de Royal Air Cambodge en 1999

Royal Air Cambodge fut la compagnie aérienne nationale du Cambodge de 1956 à 1975[réf. souhaitée] et de 1994 au 16 octobre 2001.